# Golden Gala 2010
Il Golden Gala 2010 è stata la 30ª edizione dell'annuale meeting di atletica leggera Golden Gala e si è svolta, come sempre allo Stadio Olimpico di Roma, dalle ore 19:20 alle 22:20 UTC+2 del 10 giugno 2010. Il meeting è stato anche la quarta tappa della IAAF Diamond League 2010.

## Programma
Il meeting ha visto lo svolgimento di 18 specialità, 10 maschili e 8 femminili: di queste, 7 maschili e 8 femminili erano valide per la Diamond League. Oltre a queste, erano inserite in programma serie ulteriori dei 100 m.
| #  | Orario | Specialità        |
| -- | ------ | ----------------- |
| 1  | 19:40  | Getto del peso    |
| 2  | 20:45  | 200 m             |
| 3  | 20:45  | Salto in lungo    |
| 4  | 20:50  | Lancio del disco  |
| 5  | 20:55  | 100 m             |
| 6  | 21:10  | 110 m hs          |
| 7  | 21:20  | 400 m             |
| 8  | 21:40  | 5000 m            |
| 9  | 22:03  | 1500 m            |
| 10 | 22:13  | Staffetta 4×100 m |

| # | Orario | Specialità             |
| - | ------ | ---------------------- |
| 1 | 19:20  | Salto triplo           |
| 2 | 19:30  | Lancio del giavellotto |
| 3 | 19:50  | Salto con l'asta       |
| 4 | 20:03  | 400 m hs               |
| 5 | 20:15  | 3000 m siepi           |
| 6 | 20:30  | Salto in alto          |
| 7 | 20:35  | 100 m                  |
| 8 | 21:30  | 800 m                  |

     Specialità valide per la Diamond League

## Risultati
Di seguito i primi tre classificati di ogni specialità.

### Uomini
| Specialità        |                    | Prestazione | 2º classificato          | Prestazione | 3º classificato        | Prestazione |
| 100 m             | Asafa Powell       | 9.82        | Christophe Lemaitre      | 10.09       | Martial Mbandjock      | 10.09       |
| 200 m             | Walter Dix         | 19.86       | Wallace Spearmon         | 20.05       | Paul Hession           | 20.60       |
| 400 m             | Jeremy Wariner     | 44.73       | Angelo Taylor            | 44.74       | Chris Brown            | 45.05       |
| 1500 m            | Augustine Choge    | 3'32.21     | Daniel Kipchirchir Komen | 3'33.08     | Geoffrey Kipkoech Rono | 3'33.89     |
| 5000 m            | Imane Merga        | 13'00.12    | Sammy Alex Mutai         | 13'00.12    | Moses Ndiema Kipsiro   | 13'00.15    |
| 110 m hs          | Dayron Robles      | 13.14       | Dwight Thomas            | 13.31       | Ryan Brathwaite        | 13.34       |
| Salto in lungo    | Dwight Phillips    | 8.42 m      | Irving Saladino          | 8.13 m      | Fabrice Lapierre       | 8.11 m      |
| Getto del peso    | Christian Cantwell | 21.67 m     | Dylan Armstrong          | 21.46 m     | Reese Hoffa            | 21.15 m     |
| Lancio del disco  | Piotr Małachowski  | 68.78 m     | Gerd Kanter              | 67.69 m     | Zoltán Kővágó          | 67.26 m     |
| Staffetta 4×100 m | Francia            | 38.50       | Italia 1                 | 38.72       | Giamaica               | 39.05       |

     Atleti al primo posto nella classifica di specialità.
     Prestazione che stabilisce il nuovo record del meeting.

### Donne
| Specialità             |                   | Prestazione | 2ª classificata   | Prestazione | 3ª classificata                 | Prestazione |
| 100 m                  | Lashauntea Moore  | 11.04       | Chandra Sturrup   | 11.14       | Tahesia Harrigan                | 11.17       |
| 800 m                  | Halima Hachlaf    | 1'58.40     | Janeth Jepkosgei  | 1'58.85     | Jennifer Meadows                | 1'58.89     |
| 400 m hs               | Lashinda Demus    | 52.82       | Kaliese Spencer   | 53.48       | Natalya Antyukh                 | 54.00       |
| 3000 m siepi           | Milcah Cheywa     | 9'11.71     | Gladys Kipkemoi   | 9'13.22     | Lidia Jebet Rotich              | 9'19.01     |
| Salto in alto          | Blanka Vlašić     | 2.03 m      | Chaunté Lowe      | 2.03 m      | Lavern Spencer                  | 1.95 m      |
| Salto con l'asta       | Fabiana Murer     | 4.70 m      | Silke Spiegelburg | 4.70 m =    | Jiřina Ptáčníková Anna Rogowska | 4.60 m      |
| Salto triplo           | Yargelis Savigne  | 14.74 m     | Olga Rypakova     | 14.74 m     | Olha Saladukha                  | 14.44 m     |
| Lancio del giavellotto | Barbora Špotáková | 68.66 m     | Sunette Viljoen   | 63.04 m     | Vira Rebryk                     | 62.44 m     |

     Atlete al primo posto nella classifica di specialità.
     Prestazione che stabilisce il nuovo record del meeting.